# Mourvèdre

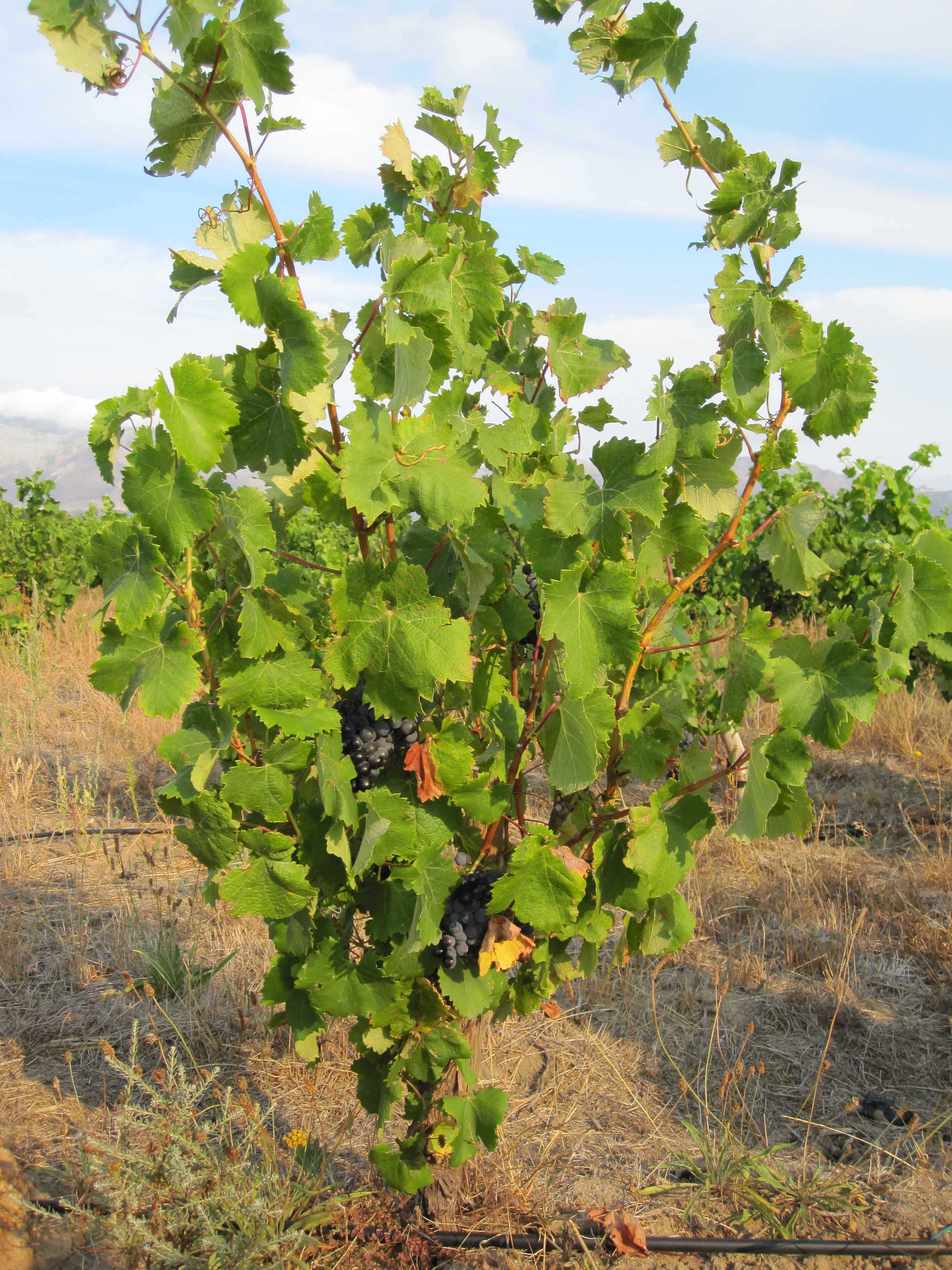
Winorośl mourvèdre w Stellenbosch w Południowej Afryce

Mourvèdre – czerwona odmiana winorośli, popularna głównie w Hiszpanii i południowej Francji, a uprawiana także w Australii i Kalifornii. Odmiana wywodzi się z Hiszpanii i była wcześniej nazywana tam mataro, a dziś monastrell (po hiszpańsku) albo monestrell (w języku katalońskim). W produkcji wina używa się jej przeważnie jako jednego ze składników cuvées (win z kilku odmian winogron), np. w winach châteauneuf-du-pape i innych z południowej Doliny Rodanu. Z mourvèdre produkuje się wina jednoszczepowe we Francji tylko w regionie Bandol, a w Hiszpanii w gorętszych regionach Jumilla i Yecla, albo też różową odmianę win musujących cava.

## Historia
Przed epidemią filoksery i mączniaka odmiana była we Francji uprawiana dużo chętniej. Plantatorzy odtwarzając winnice po tych katastrofach często rezygnowali z mourvèdre na korzyść innych, mniej wymagających szczepów. Jednak w śródziemnomorskiej części Hiszpanii odmiana jest nadal popularna, a w okolicach Walencji stanowi wręcz podstawową odmianę. Nazwa w języku francuskim, która przenikła do innych języków pochodzi od niewielkiej miejscowości winiarskiej Murviedro w pobliżu Walencji.
W literaturze często omyłkowo utożsamia się odmianę mourvèdre z odmianą graciano, gdyż jednym z synonimów graciano jest morrastel.

## Uprawa

### Francja
Powierzchnia upraw we Francji rośnie. W roku 2007 zarejestrowano 9494 ha roli obsadzonej mourvèdre. Dla porównania w roku 2005 deklarowano tylko 7633 ha.
Winnice leżą w departamentach Var, Aude, Vaucluse, Hérault, Gard, Pireneje Wschodnie, Delta Rodanu (Bouches-du-Rhône), Drôme, Alpy Górnej Prowansji (Alpes-de-Haute-Provence) i Korsyka. Mourvèdre wchodzi lub może wchodzić w skład win z następujących apelacji: Bandol, Cassis, Châteauneuf-du-Pape, Corbières, Costières de Nîmes, Coteaux d'Aix-en-Provence, Coteaux de Pierrevert, Coteaux du Tricastin, Coteaux Varois en Provence, Côtes de Provence, Côtes du Luberon, Côtes du Rhône, Côtes du Rhône-Villages, Côtes du Roussillon, Côtes du Roussillon-Villages, Côtes du Ventoux, Faugères, Fitou, Gigondas, Les Baux-de-Provence, Lirac, Minervois, Minervois-La-Livinière, Palette, Roquebrun, Saint-Chinian, Tavel, Vacqueyras i Vin de Corse

### Hiszpania
W roku 2000 powierzchnia upraw wynosiła ok. 65 100 ha. Wartość ta jest obarczona błędem, gdyż niektóre winnice ze względu na przekręcenie synonimu powinny zostać zaliczone do upraw graciano.
Prócz regionów winiarskich DO Jumilla i Yecla winorośl uprawia się także w Katalonii. Najlepsze starzone w beczkach wina gran reserva mogą dojrzewać przez dziesiątki lat.

## Inna regiony
W Kalifornii odmiana traci na popularności ze względu na zmieniające się tam gusta konsumentów. Według książki z 2005 powierzchnia upraw wynosiła ok. 264 ha. W Australii (znana tam raczej pod nazwą mataro) daje często cierpkie, wręcz ściągające wina wymagające długiego leżakowania, i nie przysparza jej to popularności. Powierzchnia upraw w Australii wg książki z 2005 wynosiła 1092 ha. Winnice w Algierii liczyły niegdyś ponad 20 tys. ha.

## Charakterystyka
Mourvèdre pączkuje późno, przez co jest mało podatna na wiosenne przymrozki i udaje się także na równinach i w niższych partiach wzgórz. Także kwitnienie przypada dość późno. Odmiana dojrzewa ok. 35 dni po odmianie gutedel (traktowanej jako referencyjna), przez co lepiej nadaje się do wykorzystania w gorących niż ciepłych regionach. Uprawa mourvèdre nawet w Prowansji okazuje się trudna, wyjątkiem jest tu Bandol ze względu na specyficzny mikroklimat. w okolicach Cognac dojrzewa nieregularnie.
Mourvèdre jest bardzo wrażliwa na mączniaka prawdziwego i mączniaka rzekomego.
Szczep jest przeważnie uprawiany w formie określanej jako gobelet. Zbiory są z reguły niskie. Ścisła selekcja klonów umożliwiła osiągnięcie wydajności rzędu 30 hl/ha przy dobrej jakości gron. Dotąd 16 klonów (oznaczanych numerami) zostało dopuszczonych do uprawy, ale tylko 3 z nich są uprawiane na skalę gospodarczą.

## Wino
Mourvédre po winifikacji dostarcza bogatego w garbniki ciemnego wina, które wymaga długiego okresu dojrzewania dla złagodzenia cierpkości. Dobrze nadaje się do starzenia. Z drugiej strony, wina z tej odmiany są tak aromatyczne, że pasują nawet do mocno przyprawionych ziołami potraw kuchni śródziemnomorskiej.

## Synonimy
Synonimy są liczne: alcallata, alcayata, alicante (w Andaluzji), arach sap, balzac (w Charente), balthazar, balzar, beausset, beneda oder benadu, béni carlo (w Dordogne), bérardi, bod, bon avis, buona vise, casca, catalan (w departamencie Delta Rodanu), cayata, caymilari sarda, charmet, clairette noir,  damas noir, english colossal, espagnen (w Ardèche), espar (w Hérault), esparte (Wiktoria, estrangle-chien, flouron, flouroux, garrut, gayata tinta, karis, negralejo, negré trinchiera, négrette (przy czym istnieje także odmiana négrette), negria, négron, neyron, maneschaou, marseillais, mataro, maurostel, mechin, minustrello, monastre, monastrell, monastrell menudo, monastrell verdadreo, morastell (Hiszpania), morrastel, morastrell, morrastrell, mourvedon, mourvedr espar, mourvégé, mourvégué, mourvès, piémontais (w departamencie Vaucluse), pinot fleri, plant de ledenon, plant de saint gilles (w departamencie Gard), reina, ros, rossola nera (na Korsyce), spar, tintilla, tinto, tire-droit (w Drôme, ze względu na pionowo uformowane czubki), trinchiera, valcarcelia, verema, veremeta, vereneta.